# General Atlantic
General Atlantic ist ein global operierender Finanzinvestor, der Kapital und strategische Unterstützung für Unternehmen mit hohem Wachstumspotenzial zur Verfügung stellt. Für Investments dieser Art hat sich der Begriff Wachstumskapital (englisch growth capital oder growth equity) etabliert.

## Beteiligungen weltweit
Zum 16. Januar 2023 war das Unternehmen weltweit an 215 Unternehmen beteiligt. Der Wert aller Beteiligungen (Assets under Management) lag zu diesem Stichtag bei rund 73 Milliarden US-Dollar. An den meisten Unternehmen hält General Atlantic einen Minderheitsanteil. 70 Prozent der Portfolio-Unternehmen haben ihren Sitz außerhalb der USA.

## Beteiligungen in Deutschland und der Schweiz
In Deutschland ist das Unternehmen an Anydesk, Atoss, Chrono24, Flix, Staffbase und ISS Stoxx (Tochterunternehmen der Deutschen Börse), beteiligt. In der Schweiz hält das Unternehmen Anteile an der Swiss Marketplace Group (Stand 12. Februar 2025). Im Gegenzug für die Abgabe seiner Minderheitsbeteiligungen an Verivox und der ParshipMeet Group im März 2025 erhielt General Atlantic unter anderem einen Anteil von 5,9 Millionen Aktien an ProSiebenSat.1 Media (entspricht ca. 2,5 % des Grundkapitals).

## Mitarbeiter und Büros
General Atlantic hat mehr als 500 Mitarbeiter weltweit. Zum Team gehören zirka 270 Investment-Professionals in 16 Büros: New York (Hauptsitz), Amsterdam, Peking, Hongkong, Jakarta, London, Mexiko-Stadt, Miami, Mumbai, München, Palo Alto, São Paulo, Schanghai, Singapur, Stamford und Tel-Aviv.
Managing Director im Münchner Büro ist seit 2024 Sascha E.H. Günther, der auf Jörn Nikolay folgte, der die Position seit 2012 innehatte. Operating Partner ist seit 2016 Achim Berg, der bis 2023 zugleich Präsident des Digitalverbands Bitkom war.

## Unternehmensgeschichte
General Atlantic wurde 1980 als das unternehmenseigene Investment-Team von Atlantic Philanthropies gegründet, einer vom Milliardär Charles F. Feeney ins Leben gerufenen Privatstiftung. Feeney war Mitgründer der Duty Free Shoppers Group und gilt als einer der größten Philanthropen. Zwei der reichsten Männer der Welt, Bill Gates und Warren Buffett, nannten Feeney als eine Hauptinspiration für die 30 Milliarden US-Dollar schwere Bill-und-Melinda-Gates-Stiftung bzw. für The Giving Pledge – eine philanthropische Kampagne, die superreiche Menschen zum Spenden ihres Vermögens für das Gemeinwohl animiert.
Ende der 1980er Jahre begann General Atlantic, auch Kapital von anderen Family Offices, Stiftungen und Stiftungsfonds („endowments“) einzusammeln. Ab dem Jahr 2000 expandierte man und eröffnete Büros in Europa, Asien und Südamerika.
Seit seiner Gründung hat sich General Atlantic an 495 Unternehmen weltweit beteiligt. Darunter waren bekannte Firmen wie Facebook Inc, Uber, Airbnb, Alibaba Group, Axel Springer, Delivery Hero, Klarna, Kaspersky Lab und Santander.